# Chromodoris tenuis
Chromodoris tenuis is een slakkensoort uit de familie van de Chromodorididae. De wetenschappelijke naam van de soort is voor het eerst geldig gepubliceerd in 1881 door Collingwood.